# S. Fischer Verlag

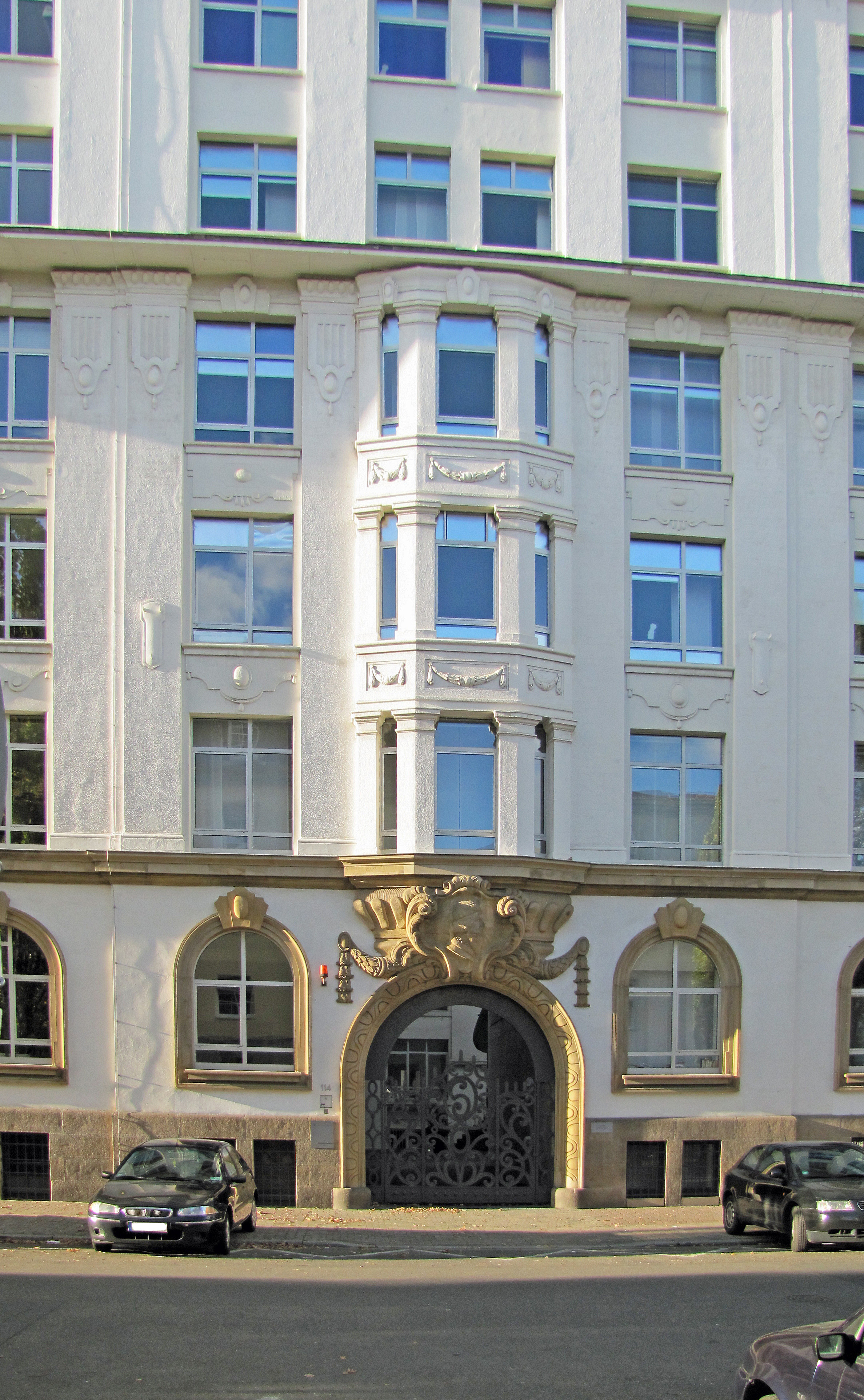
Sediul S. Fischer în 2010

S. Fischer Verlag este o editură germană cu sediul în Frankfurt pe Main, care a fost fondată în anul 1886 de Samuel Fischer la Berlin. Ea este în prezent o editură germană majoră pentru publicații literare și cărți de ficțiune.

## Istoric
Inițial, ea a fost renumită pentru publicarea de literatură naturalistă. Printre autorii celebri publicați au fost Gerhart Hauptmann și Thomas Mann, ambii distinși cu premiul Nobel pentru literatură.
După ce naziștii au ajuns la putere în Germania, familia proprietarului Gottfried Bermann-Fischer a fugit și a fondat o ramură a editurii sale la Viena. Angajații care au rămas în Berlin au păstrat numele oficial „S. Fischer Verlag” și au fost conduși de Peter Suhrkamp.
După cel de-al Doilea Război Mondial, au izbucnit dispute cu privire la viitorul editurii între Suhrkamp și Fischer. Ele au condus la o înțelegere de afaceri în afara tribunalului, care a determinat împărțirea editurii S. Fischer Verlag în două companii: Bermann-Fischer a recăpătat controlul editurii de la Peter Suhrkamp, dar Suhrkamp a fondat propria editură Suhrkamp în 1950, iar autorii au putut alege cu care din cele două edituri să colaboreze. În cele din urmă, 33 din cei 48 de autori, printre care Bertolt Brecht, Hermann Hesse, T. S. Eliot și George Bernard Shaw, au decis să colaboreze cu editura Suhrkamp.
Printre mărcile editurii Fischer sunt Fischer Taschenbuch Verlag, Argon Verlag și Lootens Verlag. Grupul editorial Holtzbrinck a cumpărat editura S. Fischer în 1963. Astăzi S. Fischer Verlag, precum și alți editori, cum ar fi Kindler, Rowohlt și Kiepenheuer & Witsch și Metzler, fac parte din grupul editorial Holtzbrinck.
Edition Peters - o editură importantă în domeniul muzicii internaționale - a avut sediul în vecinătate, dar în 2014 s-a mutat la Leipzig.